# Салиева, Лолахон Турдыбаевна
Лолахон Турдыбаевна Салиева (род. 24 апреля 1969, Чкаловск, Таджикская ССР) — российская спортсменка по тхэквондо ИТФ. Мастер спорта международного класса. Серебряная призёрка чемпионата мира в Италии 2001 года, Серебряная призёрка чемпионатов Европы, Республики Таджикистан, четырёхкратная чемпионка России. Обладательница чёрного пояса IV дана, судья категории А, международный инструктор, в прошлом — тренер женской сборной Санкт-Петербурга.
В настоящее время — президент Санкт-Петербургской детской спортивной общественной организации «Восточный ветер».
Родилась в 24 апреля 1969 года в г. Чкаловске Ленинабадской области Таджикской ССР.
Занималась легкой атлетикой, греко-римской борьбой, каратэ. Окончила Ленинабадский педагогический институт.
В 1993 году в г. Чкаловске начала заниматься тхэквондо ИТФ под руководством международного инструктора Щулёва Алексея Николаевича. Работала тренером Ленинабадского областного центра тхэквондо.
С 1997 года выступала за сборную Санкт-Петербурга по тхэквондо. Принимала участие в соревнованиях.
Автор методики занятий на основе тхэквондо для детей дошкольного возраста «Маленький дракон».
В 2016 году работала учителем физической культуры, педагог дополнительного образования в средней школе № 233 Красногвардейского района Санкт-Петербурга. Лауреат конкурса «Учитель здоровья 2018».